# フリオ・セサール・バスケス
フリオ・セサール・バスケス（Julio Cesar Vasquez、1966年7月13日 - ）は、アルゼンチンのプロボクサー。サンタフェ州サンタフェ出身。元WBA世界スーパーウェルター級王者。

## 来歴
1986年6月7日、アルゼンチンでプロデビュー。アルゼンチン国内を中心にプロデビューから30連勝を果たした。
1991年6月14日、プロ初黒星を喫した。
1992年12月21日、地元アルゼンチンのブエノスアイレスで空位のWBA世界スーパーウェルター級王座決定戦に出場し、上山仁（日本／新日本木村）と対戦し、1RKO勝ちで王座を獲得。以後、ハビエル・カスティリェホ、ロナルド・ライトらを相手に10度の防衛に成功した。
1995年3月4日、11度目の防衛戦でパーネル・ウィテカーと対戦し、大差（112-119、111-117、111-118）の判定負けを喫し王座から陥落した。
1995年12月16日、WBA世界スーパーウェルター級王者カール・ダニエルズと対戦し、11回TKO勝ちで王座に返り咲いた。リングマガジン ノックアウト・オブ・ザ・イヤー（年間KO賞）に選出された。
1996年8月21日、初防衛戦でローランド・ブーデュアニと対戦し、5回KO負けを喫し王座から陥落した。

## 獲得タイトル
- WBA世界スーパーウェルター級王座（1期目は防衛10度、2期目は防衛0度）